# Индийская ленточная акула
Индийская ленточная акула (лат. Eridacnis radcliffei) — вид хрящевых рыб рода ленточных акул семейства полосатых кошачьих акул отряда кархаринообразных. Обитает в Индийском и Тихом океане на внешнем крае континентального и островного шельфа на глубине от 71 до 766 м. Это один из самых маленьких существующих ныне видов акул. Максимальная зафиксированная длина 24 см. У этих акул тонкое тело с лентовидным хвостом, окрас тёмно-коричневого цвета. Размножаются бесплацентарным живорождением. Рацион состоит из мелких костистых рыб, ракообразных и кальмаров. Не является объектом коммерческого промысла.

## Таксономия
Вид впервые описан в 1913 году. Первые образцы этого вида были собраны в ходе проходившей в 1907—1910 экспедиции парохода «Альбатрос» на Филиппины. Хьюго МакКормик Смит, представитель рыболовной Комиссии США и глава экспедиции, опубликовал описание этой акулы в выпуске «Proceedings of the United States National Museum», назвав её в честь главного помощника экспедиции и натуралиста Льюиса Рэдклиффа. Смит отнёс её к новому роду ленточных акул. Голотип представляет собой самку длиной 22,3 см, пойманную у острова Холо, Филиппины, 6°11’50" с. ш. и 121°08’20" в.ш. на глубине 294 м в 1908 году. Паратипы — два эмбриона самцов длиной 11,3 см, обнаруженные в теле самки-голотипа.

## Ареал
Индийские ленточные акулы имеют наиболее обширный ареал по сравнению с представителями своего рода. Они обитают у берегов Танзании, в Аденском, Манарском и Бенгальском заливах, у Андаманских островов, в прибрежных водах Вьетнама и Филиппин. Они держатся у дна на краю континентального и островного шельфа и в верхней части материкового склона на глубине 71—766 м.

## Описание
У индийских ленточных акул тонкое вытянутое тело и короткая, закруглённая морда. Расстояние от кончика рыла до рта в 1,5 раза меньше длины рта. Губные борозды по углам рта отсутствуют, либо имеются в рудиментарной форме. Овальные глаза вытянуты о горизонтали и оснащены мигательными мембранами. Рот широкий, в форме буквы V. Во рту имеются многочисленные ряды мелких зубов. Ноздри обрамлены кожными лоскутами. Основание первого спинного плавника лежит перед основанием брюшных плавников. Первый и второй спинные плавники приблизительно равны по высоте. Анальный плавник существенно меньше обоих спинных плавников, его основание лежит под основанием второго спинного плавника. Хвостовой плавник длинный, узкий, имеет форму ленты и вытянут почти горизонтально. Его длина составляет почти 1/4 от общей длины тела. Окрас ровного коричневого цвета, на спинных и на хвостовом плавниках имеются лентовидные отметины. Максимальная зафиксированная длина 24 см. Один из пойманных образцов представлял собой самца длиной 18,6 см и весом 14 д; беременная самка длиной 24,2 см весила 37 г.

## Биология
Индийские ленточные акулы в некоторых местах, например, у южного побережья Индии и на Филиппинах, встречаются в большом количестве. В одном исследовании, проведённом в индийских водах, было обнаружено, что рацион акул этого вида на 55 % состоит из костистых рыб (миктофовых, гоностомовых и угрей), на 28 % из ракообразных (креветок, ротоногих и личинок крабов), на 14 % из головоногих (кальмаров) и небольшого количества прочих животных, например, двустворчатых.
Индийские ленточные акулы размножаются бесплацентарным яйцеживорождением, эмбрионы питаются желтком. Самки достигают половой зрелости при длине 16,6 см, однако, полностью сформированные эмбрионы были обнаружены только у самок длиной не менее 18 см. На этом основании сделано предположение о том, что во время беременности самки продолжают расти. В помёте 1—2 новорожденных длиной около 11 см. Самцы достигают половой зрелости при длине 17—18 см.

## Взаимодействие с человеком
Вид не представляет опасности для человека. Коммерческой ценности не имеет. Иногда попадает в качестве прилова в глубоководные тралы. Вид чувствителен к антропогенному воздействию, для удвоения численности популяции требуется более 14 лет. Международный союз охраны природы присвоил этому виду статус «Вызывающий наименьшие опасения»..